# 존 마이클 몽고메리
존 마이클 몽고메리(John Michael Montgomery, 1965년 1월 20일 ~ )는 미국의 컨트리 가수이다.